# Turová
Turová (hongrois : Zólyomtúr) est un village de Slovaquie situé dans la région de Banská Bystrica.

## Histoire
La première mention écrite du village date de 1424.

## Démographie

### Évolution de la population
| Année:               | 1994. | 2004.   | 2014.    | 2024.   |
| -------------------- | ----- | ------- | -------- | ------- |
| Nombre de personnes: | 358   | 352     | 416      | 450     |
| Différence:          |       | -1,67 % | +18,18 % | +8,17 % |

| Année:               | 2023. | 2024.   |
| -------------------- | ----- | ------- |
| Nombre de personnes: | 454   | 450     |
| Différence:          |       | -0,88 % |